# Saint-Maurice-sur-Aveyron
Saint-Maurice-sur-Aveyron é uma comuna francesa na região administrativa do Centro, no departamento Loiret. Estende-se por uma área de 55,46 km². Em 2010 a comuna tinha 871 habitantes (densidade: 15,7 hab./km²).